# لفائف الجبنة
لفائف الجبن هي نوع نقنقة شبيهة بقرصة الجبنة الويلزية (حيث يوضع الجبن المذاب على شرائح الخبز)، لكنه في حالة اللفائف يتم تغطية شريحة الخبز بشرائح الجبن أو الجبن المبشور ومن ثم يتم لفّها على شكل أسطوانات قبل تحميصها. لفائف الجبن طبقٌ رئيسي في منطقتي أوتاغو وساوثلاند في نيوزيلندا، حيث تجدها في قوائم الطعام الرئيسية في الكافتيريات والمطاعم ونقاط البيع، وتعرف باسم سوسي ساوثلاند. تلك فقط وصفة من عدد من الوصفات المحدودة المعروفة في جزيرتين رئيسيتين من جزر نيوزيلندا.

## وصفات
تحضير لفائف الجبنة سهل، إذ تستخدم شريحة من الخبز والجبن. وتلخط المكونات الأخرى التي يتم إعدادها مسبقاً. وتتضمن هذه المكونات البصل وصلصة وركيسترشاير وخلطة شوربة البصل. ثمة وصفات تستخدم فيها أناناس أو الذرة الحلوة.
من العوامل الهامة التي تراعى عند تحضير لفائف الجبن أن يتم إعداد الخليط على حدى قبل إضافته إلى الخبز بدلاً من مجرد كونها شريحة جبنة على قطعة خبز وفوقها المكونات الأخرى.
يتم الحفاظ على الشكل الأسطواني للخبز عن طريق إزالة القشرة الهشة أولاً بحيث لا يعود إلى الهيئة المسطحة، أو يتم استخدام أعواد الأسنان لتثبيت اللفافة. يُدهن وجه اللفائف الخارجي بطبقة خفيفة من الزبدة قبل تحميص الخبز وذلك لإضافة النكهة واللون الذهبي. إن طريقة لف الخبز وفي داخلها الجبن وخليط المكونات الأخرى يجعل تناوله أسهل من الشرائح المسطحة ويحافظ على الحشوة في حالة شبه سائلة.